# Vernon Storr
Vernon Faithfull Storr (Chennai, 4 december 1869 – Tunbridge Wells, Kent, 25 oktober 1940)pp. 1, 102 was een anglicaans priester. Van 1931 tot 1936 was hij aartsdeken van Westminster Abbey.pp. 30vv. Hij gold als een belangrijke vertegenwoordiger van de liberale stroming binnen het evangelisch anglicanisme.pp. 50vv.

## Biografie
Zijn vader werkte voor het Britse bestuur in India, alwaar Storr in 1869 werd geboren. Zijn (voor)ouders behoorden tot de evangelische richting binnen de Kerk van Engeland.p. 1 Hij bezocht Clifton College, Bristol (Verenigd Koninkrijk) en studeerde aansluitend aan The Queen's College (Oxford) (1888-1893)pp. 7–8 Tijdens zijn studie excelleerde hij in de klassieke filosofie; ook legde hij zich neer op het bestuderen van de evolutietheorie van Darwin. In 1893 verwierf hij zijn master of arts-diploma en van 1895 tot 1899 (en later van 1905 tot 1913) was hij als fellow (onderzoeker) verbonden aan de Universiteit van Oxford. In 1900 werd hij tot (anglicaans) diaken gewijd en in 1901 volgde zijn priesterwijding.pp. 16vv.
Vernon Storr was parochievicaris te Haslemere (1901-1902) en aansluitend rector te Bramshott (1902-1905) en te Headbourne Worthy (1905-1910).pp. 16–19 Van 1910 tot 1916 was hij kanunnik van de Kathedraal van Winchester; van 1916 tot 1921 rector te Bentley (Hampshire) en van 1921 tot 1931 was hij kanunnik van Westminster Abbey. Van 1931 tot 1936 was hij aartsdeken van Westminster Abbeypp. 50vv. en daarna tot zijn dood in 1940 rector van St Margaret's Church (Westminster).
Storr overleed op 25 oktober 1940 in Royal Tunbridge Wells, Kent.

## Theologische richting
Vernon Storr behoorde tot het evangelisch anglicanisme, dat bekend staat als laag-kerkelijk en protestants. Binnen deze stroming was hij een van de belangrijkste vertegenwoordigers van het Liberal Evangelicalism.p. 50 Van jongs af aan voelde Storr zich aangetrokken tot theologische liberalisme. Hij was lid van de Modern Churchmen's Union, waarvan hij het vicevoorzitterschap bekleedde.p. 50 Omstreeks 1908 sloot hij zich aan bij een groep liberaalgeoriënteerde evangelische theologen, waaruit na de Eerste Wereldoorlog de The Anglican Evangelical Group Movement voortkwam.p. 52 Deze groep theologen was tegen het theologisch fundamentalisme van de oudere generatie evangelische theologen, maar wilden bepaalde aspecten van de oude evangelische theologie (persoonlijke bekering, vroomheid, gebedsbijeenkomsten, bijzondere aandacht voor zending, e.d.) behouden. De groep deed verschillende publicaties verschijnen, w.o. Liberal Evangelicalism in 1923.
Storr was een aanhanger van de theïstische evolutiep. 74 en publiceerde in 1920 The Argument from Design waarin hij zijn visie omtrent de evolutieleer uiteenzet.
Kort na de Eerste Wereldoorlog verscheen The Problem of the Cross (1919) waarin hij het (niet-fysieke) mee lijden van God in de persoon van Christus verdedigd als in overeenstemming met de leer van het Evangelie.

## Persoonlijk
Hij was getrouwd met zijn nicht, Katherine Cecilia Storr (†1954). Het echtpaar had vier kinderen. Zijn dochter, Rachel Storr (1909-2002), was een van de eerste vrouwelijke dominees in het Verenigd Koninkrijk.

## Werken
- Development and Divine Purpose, 1906
- The Development of English Theology in the 19th Century, 1800–1860, 1913
- Christianity and Immortality, 1918
- The Problem of the Cross, 1919
- The Argument from Design, 1920
- Liberal Evangelicalism, 1923
- The Missionary Genius of the Bible, 1924
- The Inner Life, 1925 (vervolg op Lib. Evang.)
- The Living God, 1925
- From Abraham to Christ, 1927
- Freedom and Tradition, 1940

## Verwijzingen
- International Standard Name Identifier: 0000 0000 4610 6872
- Library of Congress Control Number: no97001719
- Nederlandse Thesaurus van Auteursnamen: 243109458
- Trove: 1524989
- Virtual International Authority File: 31595234
- WorldCat: E39PBJp6bRdpQphwqqKRMMtHYP